# ピート・ドナルドソン
ピート・ドナルドソン（Pete Donaldson, 1981年4月30日 - ）は、イギリスのラジオDJ、俳優、声優である。イギリスの国立商業アナログラジオ局である『Absolute Radio』の元ラジオパーソナリティ、ポッドキャストラジオ局Stakhanovの設立者、人気サッカーポッドキャスト番組『Football Ramble』のホスト、YouTubeチャンネル『Abroad in Japan』のポッドキャスト版『Abroad in Japan Podcast』の共同ホストとして知られる。

## 来歴
1981年4月30日生まれ。英国イングランド北東部カウンティダラムのハートルプール出身。英国レスターにある国立デ・モントフォート大学でグラフィックデザインを専攻。在学中に1年間、動物園での勤務経験がある。
卒業後の2003年からグラフィックデザイナーとして3年間就業したのち、2006年より英商業ラジオ局XfmでDJを開始し、2008年12月より同局で単独番組を務める。2008年には英国サッカーのポッドキャスト番組『Football Ramble』のプロデューサーとDJを兼務。2011年6月には、英国の国立商業アナログラジオ局である『Absolute Radio』のDJに抜擢される。同番組で共同プレゼンターを務めたサラ・チャンピオンとのコンビが人気を博す。2014年8月にはポッドキャストラジオ局Stakhanov（スタハノフ）をFootball RambleのDJらと設立。同年、英国の栄誉ある音楽賞『Music Week Awards 2014』でBest Radio Presenterにノミネートされる。2018年にはクリス・ブロードと『Abroad in Japan Podcast』の配信を開始する。
ポッドキャスト解析サービスを提供しているChartableによれば、2019年12月25日時点の『Football Ramble』のAppleポッドキャストチャートは「Soccer: All-time」部門において、アメリカ・イギリス・カナダ・オーストラリア・香港・日本で1位、『Abroad in Japan』は「Places & Travel: All-time」部門において、イタリア：6位、日本：8位、イギリス：10位、オーストラリア：12位、インド：15位を記録している。
2019年12月には22日の放送を最後に9年間務めたAbsolute Radioから退職することを報告。退職の理由については「Stakhanovのポッドキャスト業務に集中するため」と語られている。退職に際して、Absolute RadioのコンテンツディレクターPaul Sylvesterはピートのキャリアについて次のように述べている。「ピートはAbsolute Radioで大きな影響を与えました。 彼は素晴らしいプレゼンターであり、ライブフェスティバルのストリーミング上で起こりうる（実際頻繁に起こるのですが）荒波での交渉の達人です。Absolute Radioファミリーの一員として彼を迎えることは喜びでした。私たちは皆、ひどく彼を恋しく思うでしょう。彼は私たちの愛と共に去ります」
その他には英国のテレビシリーズ『Ready or Not』へ俳優としての出演やビデオゲーム『 Zak McKracken: Between Time and Space』の声優としての出演など多方面で活躍している。

## 人物
英北東部のアクセントを有しているため声の親しみやすさに定評があり、また世界各地を旅する国際派であるため、様々な国の感嘆詞（フランス語の"Ooh la la!"やイディッシュ語の"Oy-yoy-yoy!"など）が用いられることもある。
『Abroad in Japan Podcast』の共同ホストであるクリス・ブロードに「certified Japanophile（公認の親日家）」と称されており毎年日本観光に訪れるなど、日本の観光事情、時事・歴史、文化・慣習にも詳しい。また熱心なゲーマーであり、英国アカデミー賞BAFTAのVideo Game Awardsの審査補助や、千葉の幕張メッセで開催された東京ゲームショウのプレゼンターを務めた経験もある。グラフィックアドベンチャーゲームの『モンキー・アイランド』の登場人物のひとり、海賊ゴースト「ルチャック（LeChuck）」のタトゥーを右足に入れている。日本のビデオゲームでは「ゼルダシリーズ」と「龍が如くシリーズ」のファンであり、近年では『ファイナルファンタジーⅦ リメイク』が「見事だった（stunning）」と絶賛している。無人島に持っていきたいゲームコンソールとしてはセガの「メガドライブ」を挙げている。
DJ以外の就きたい職業に「ニューカッスル・ユナイテッドFCのサッカー選手かロボコップ」を挙げるなど公私ともにサッカーに打ち込んでおり、来日時やジンバブエ取材の際にサッカー日本代表のユニフォームを着用していたことがある。Jリーグでは、ヴァンフォーレ甲府のファンである。他のスポーツは新日本プロレスを好んでおり、女子プロレスラーのASUKAの動画を良く見ているという。また熱狂的な「クーリッシュ（ロッテの氷菓）」愛好者、日本酒ファンであることも知られている。
犬猫アレルギーを持ちながら、愛犬家であり二匹の犬を飼っている。自身の性格については幾つかのメディアで「シャイ」であると述べているが、クリス・ブロードには「狂気（insanity）」と称されている。自身のYouTubeチャンネル『Travel Clickbait Farts』には『Abroad in Japan』のパロディ動画が制作されている。

## 出演

### ラジオ・ポッドキャスト
- The Lauren Laverne Breakfast Show on Xfm (2006年-不明)
- Early Breakfast on Xfm (2008年12月-2011年5月)[4]
- Absolute Radio（2011年6月-現在）[4]
- Football Ramble（-現在）
- Abroad in Japan Podcast（2018年-現在）

### 映画・テレビシリーズ
- How Video Games Changed the World (2013年)[8]
- Ready or Not (2018年)[8]

### ビデオゲーム（声優）
- Zak McKracken: Between Time and Space（2008年）
- The Journey Down: Into the Mist (2014年)